# Мещерський Олександр Васильович
Князь Олександр Васильович Мещерський (14 (26) квітня 1822, Санкт-Петербург — 22 грудня 1900 (4 січня 1901), Москва) — таємний радник, шталмейстер, почесний опікун Московської присутності Опікунської ради установ імператриці Марії. Верейський повітовий предводитель дворянства (1863—1869), московський губернський предводитель дворянства (1869—1875), полтавський губернський предводитель дворянства (1883—1889).

## Життєпис
Представник княжого роду Мещерських, онуковий племінник обер-прокурора князя Петра Мещерського.
Народився у Санкт-Петербурзі 14 (26) квітня 1822 року , син князя Василя Мещерського (1791—1871) і Шарлотти, уродженої баронеси Фітінгоф (1796—1841), дочки ботаніка Бориса Фітінгофа. Хрещений 30 квітня у церкві Вознесіння при Адміралтейських слободах при сприйнятті князя Сергія Мещерського. Здобув домашнє виховання; дитинство пройшло в маєтку Ошейкіно, куди численна родина переїхала після відставки батька.
16 травня 1838 зарахований юнкером в Оренбурзький уланський полк, навесні 1839 призначений портупей-юнкером, а 28 серпня 1839 отримав перший офіцерський чин — корнета. 29 липня 1843 року був призначений поручником. З осені 1842 перебував у відрядженні до лейб-гвардії Гусарського полку, в який переведений наказом 25 жовтня 1843 з чином корнета гвардії.
В 1845 добровольцем зголосився для участі в Кавказькій війні, взяв участь у Даргінській експедиції, в ході якої отримав поранення. Призначений поручником та за бойові відзнаки нагороджений орденом Святої Анни 3-го ступеня з бантом.
Після повернення з Кавказу 22 січня 1846 року призначений ад'ютантом до московського військового генерал-губернатора, генерала від інфантерії князя Щербатова, а після його смерті — до генерал-ад'ютанта графа Закревського (10 серпня 1848). Незабаром призначений штабс-ротмістром, а 23 квітня 1850 — ротмістром. У тому ж році, 3 жовтня, станом здоров'я вийшов у відставку.
Три роки провів за кордоном. З початком Кримської війни повернувся до Росії. 23 червня 1855 року визначений з відставки на службу з зарахуванням по кавалерії з чином підполковника і призначенням для особливих доручень при новоросійському та бессарабському генерал-губернаторі графі Строганові. Займався питаннями посібників пораненим на війні воїнам та розміном полонених, за заслуги в цій діяльності був відзначений діамантовим перснем від імператриці Марії Олександрівни, а 14 листопада 1857 призначений полковником. Також був відзначений орденами від французького, сардинського та турецького урядів.
В 1850-ті роки придбав підмосковну садибу Петровське-Алабіно.
12 січня 1860 року звільнений з посади при новоросійському і бессарабському генерал-губернаторі і призначений до роботи при Міністерстві внутрішніх справ, а в липні звільнений у відпустку за кордон для лікування хвороби.
Повернувшись до Росії, в 1863 році був обраний верейським повітовим предводителем дворянства, а в 1865 також і почесним світовим суддею Верейського повіту. 30 квітня 1867 року призначений генерал-майором зі звільненням з військової служби. В 1869 обраний московським губернським предводителем дворянства, за посадою був членом комісії для побудови в Москві Храму в ім'я Христа Спасителя і Опікунської ради закладів громадського піклування в Москві. 14 липня 1873 отримав чин таємного радника. У січні 1875 року залишив посаду предводителя, і того ж року був відзначений придворного чину шталмейстера.
З 1883 по 1889 рік складався полтавським губернським предводителем дворянства та членом Ради піклування Полтавської Маріїнської жіночої гімназії.
У 1890 році призначений почесним опікуном Московської присутності Опікунської ради установ імператриці Марії, з 18 грудня 1890 по грудень 1896 рік був членом Ради з навчальної частини московських училищ ордена Святої Катерини і Олександрівського.
Помер 22 грудня 1900 (4 січня 1901) року в Москві. Похований у селі Лотошино Старицького повіту Тверської губернії (нині Лотошинський район Московської області).
Залишив «Спогади» («З моєї старовини»), частково опубліковані в «Російському архіві» в 1900—1901 роках.

## Нагороди

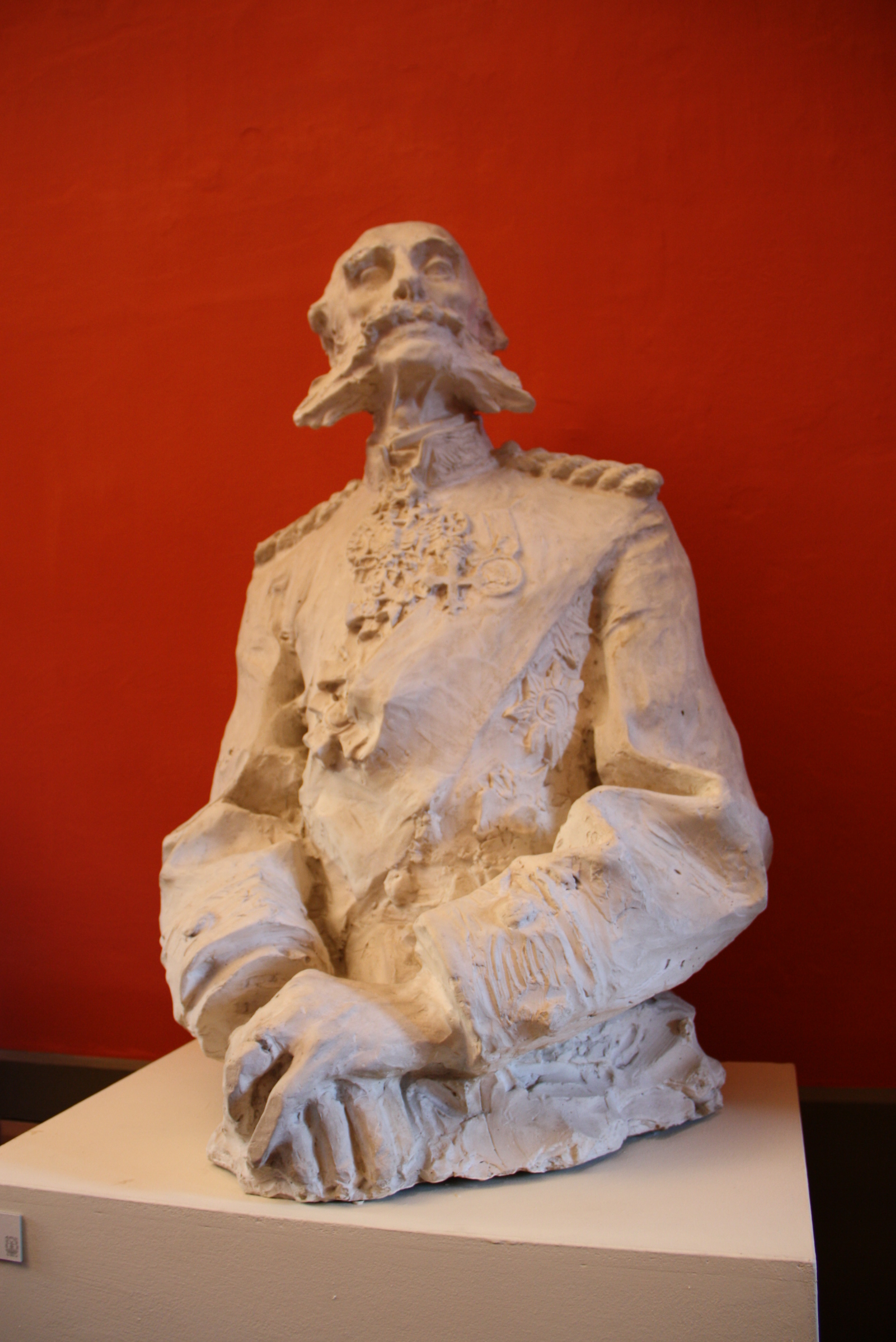
Погруддя князя Мещерського.
Робота П. Трубецького

За роки служби князь О. Мещерський був відзначений нагородами:
- орден Святого Олександра Невського (1892)
- орден Білого орла (1886)
- орден Святого Володимира 2-го ступеня (1874)
- Найвище благовоління (1872, 1873)
- орден Святої Анни 1-го ступеня (1872)
- орден Святого Станіслава 1-го ступеня (1869)
- орден Святого Станіслава 2-го ступеня (1856)
- орден Святого Володимира 4-го ступеня (1849)
- орден Святої Анни 3-го ступеня з бантом (8 серпня 1845)
- медаль «На згадку про війну 1853—1856» (1856)
- медаль «На згадку про коронацію імператора Олександра III» (1883)
- медаль «На згадку царювання Імператора Миколи I» (1896)
- медаль «На згадку царювання імператора Олександра III» (1896)
- медаль «На згадку коронації Імператора Миколи II» (1896)
- орден Почесного легіону, офіцерський хрест (Франція, 1856)
- орден Святих Маврикія та Лазаря, офіцерський хрест (Сардинія, 1856)
- орден Меджидія 3-го ступеня (Туреччина, 1857)
- орден Корони 2-го ступеня (Пруссія, 1867)
- орден Франца-Йосифа 1-го ступеня (Австро-Угорщина, 1874)

## Родина

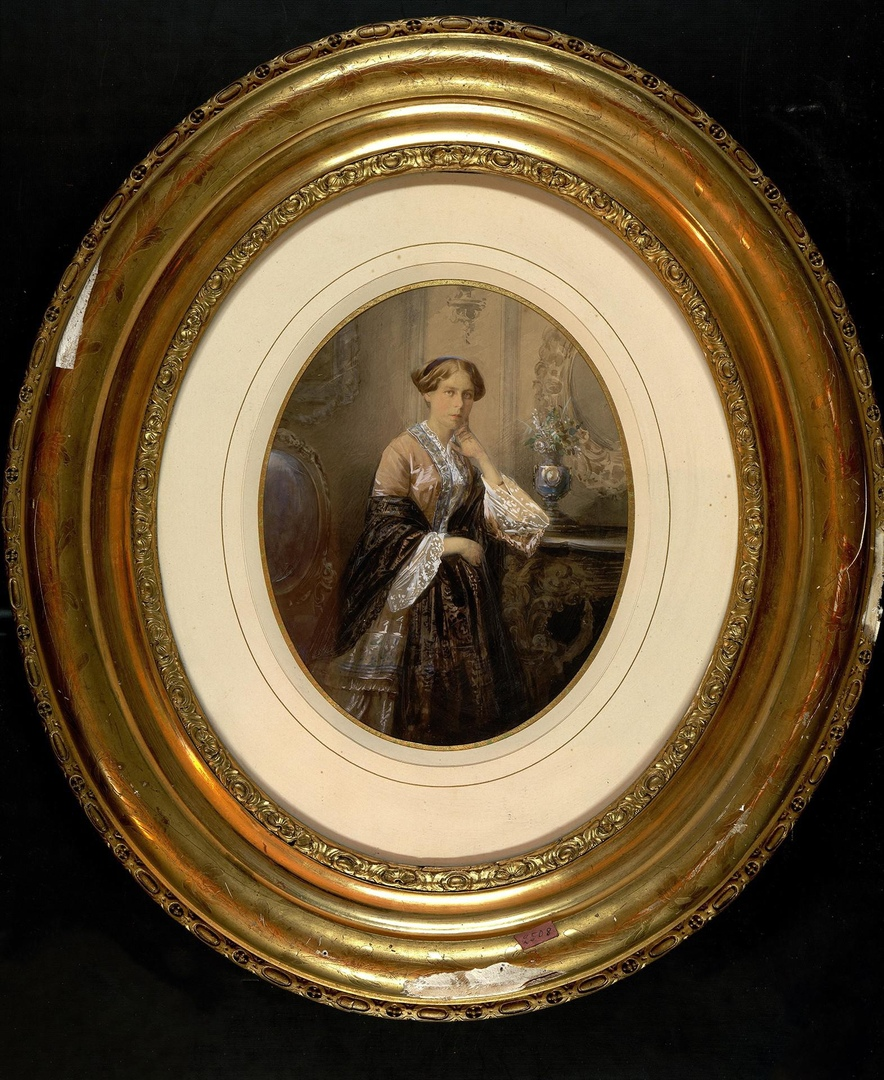
Є. Мещерська. Портрет невідомого художника

30 квітня 1848 року князь О. Мещерський одружився з дочкою опікуна Московського навчального округу Сергія Строганова, Єлизаветою (1826—1895). Їхня дочка Наталія (1849—1910) від шлюбу з італійським герцогом Фабриціо Сассо-Руффо мала доньок Марусю та Лізу — дружин барона П. Врангеля та князя імператорської крові Андрія Олександровича, а також Ольгу — дружину Бориса Йофана.
Овдовівши в 73 роки, О. Мещерський одружився вдруге — з Катериною Підбірською (1870—1945), і мав від цього шлюбу сина В'ячеслава (1897—1952) і невідому дочку. Мемуаристка Катерина Мещерська (пом. 1995) стверджувала, що є дочкою, яка народилася після смерті батька Олександра Мещерського, але ці відомості сумнівні.